# Kłodzkie Wiosny Poetyckie

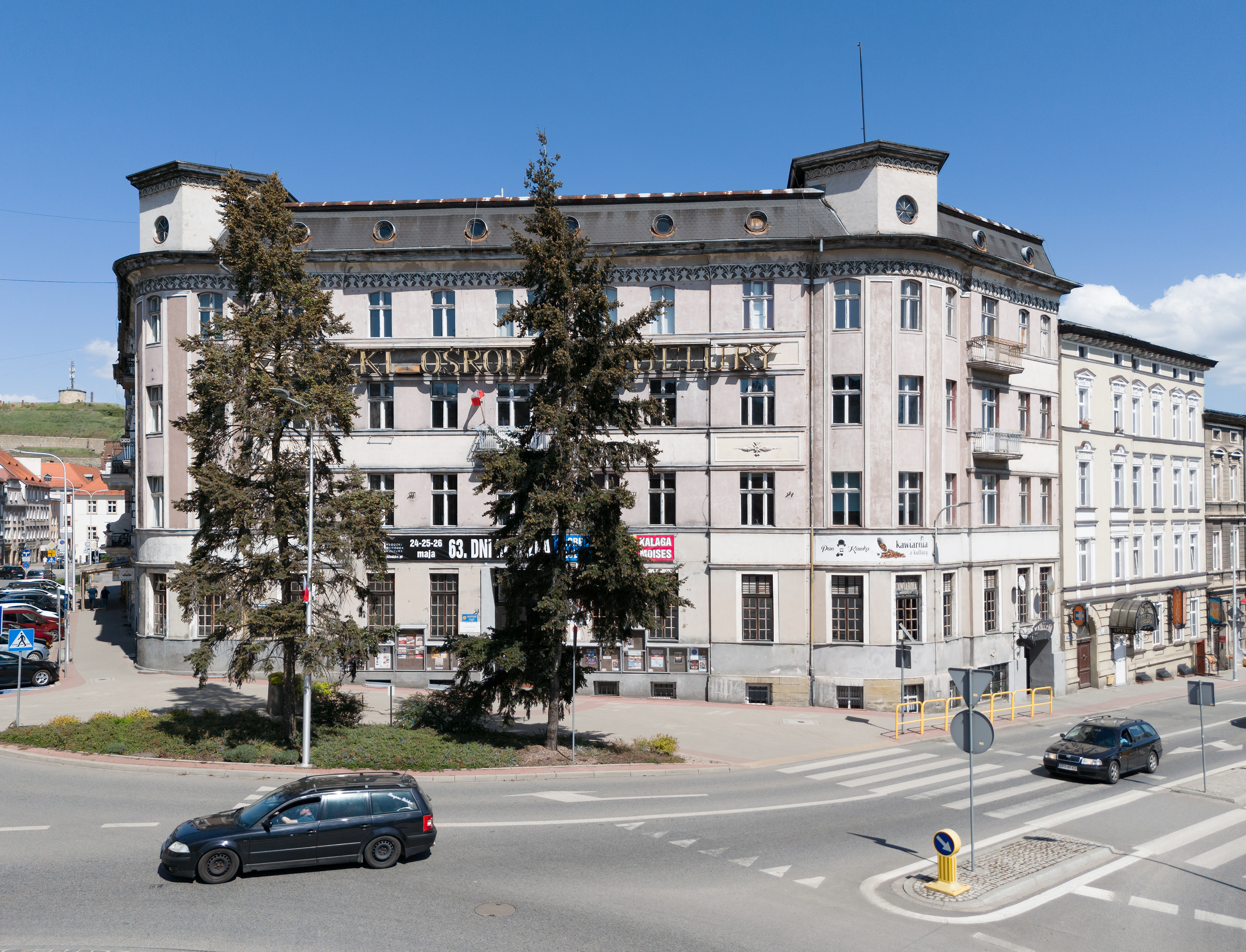
Kłodzki Ośrodek Kultury. Fot. Jacek Halicki

Kłodzkie Wiosny Poetyckie – wydarzenie kulturalne w Kłodzku i w Polanicy-Zdroju odbywające się w latach 1961–1974, towarzyszące działalności Kłodzkiego Ośrodka Kultury. Wiosny stały się oryginalnym akcentem na kulturalnej mapie Polski. Zostały zapamiętane dzięki tzw. „płachtom poetyckim”, plakatom poetycko-malarskim, które były sposobem na obejście cenzury. W Kłodzku dochodziło do istotnej wymiany zdań, odbywały się ważne spory artystyczne.

## Historia
Inicjatorami Kłodzkich Wiosen Poetyckich byli: Eugeniusz Kaczmarek, prezes Towarzystwa Miłośników Ziemi Kłodzkiej oraz Kłodzki Klub Literacki, który tworzyli Jan Kulka, Bogusław Michnik i Anna Zelenay. W programie imprezy znajdowały się spotkania i prezentacje poezji i poetów oraz dyskusje na tematy filozoficzne, światopoglądowe i warsztatowe. Dochodziło tu do istotnej wymiany poglądów, odbywały się ważne spory artystyczne.

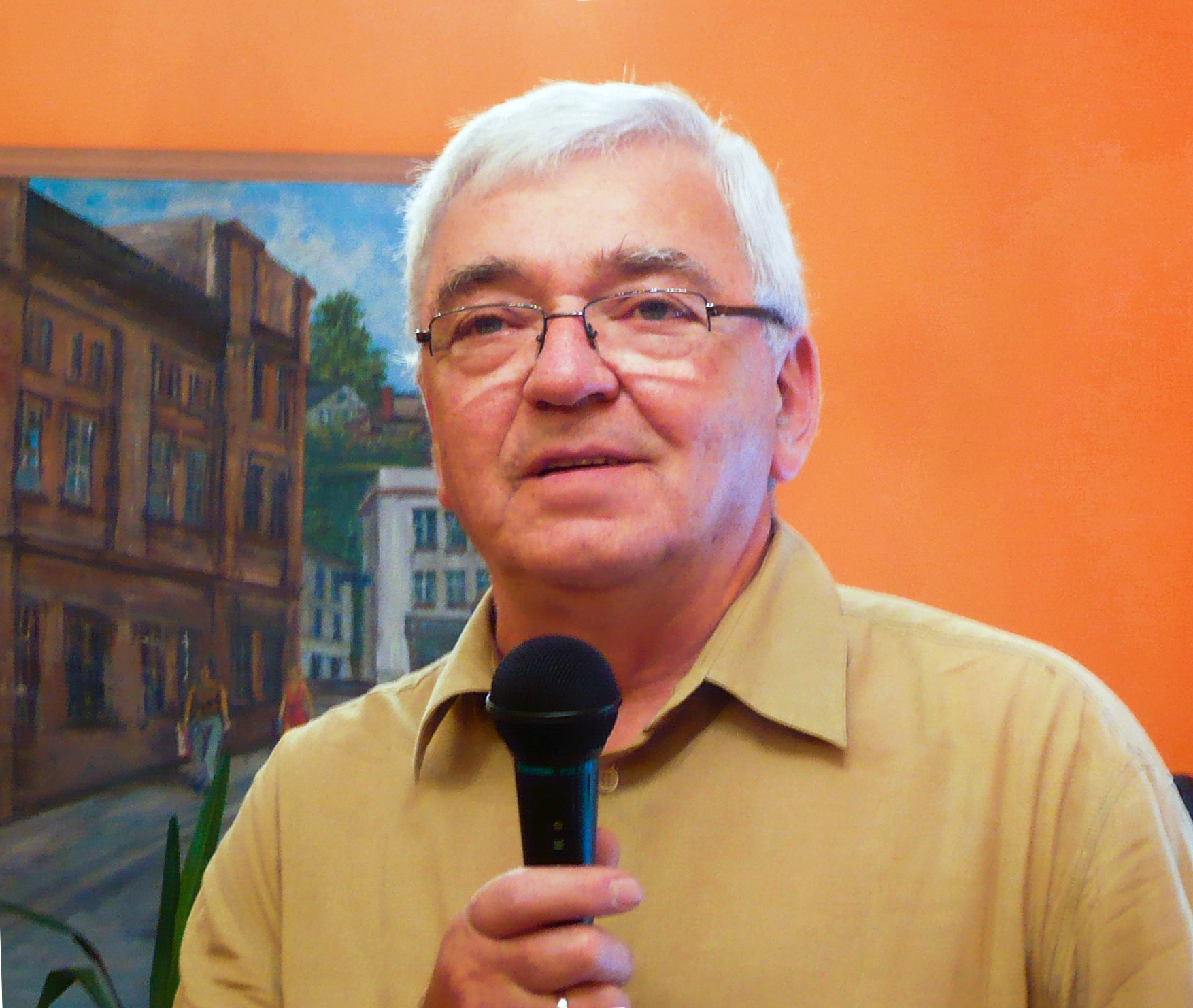
Bogusław Michnik

Powstały wówczas między innymi tzw. „płachty poetyckie”, będące swoistą formą plakatu poetycko-malarskiego, na których publikowano nagrodzone podczas wydarzenia utwory poetyckie oraz prace plastyków kłodzkich. Plakaty zadrukowane wierszami, wiszące na ulicach na słupach i na murach były sposobem na obejściem cenzury, która nie pozwalała na druk tomików czy antologii.
Stanisław Grochowiak napisał nawet, że tylko w Kłodzku poetów witają transparenty z ich wierszami, a na ulicach wiszą wiersze prezentowane na płachtach.
W połowie lat 50. XX w. w Kłodzku miały miejsce katastrofy budowlane, polegające na rysowaniu się i pękaniu ścian kamienic z powodu osuwania się gruntu i istnienia wielokondygnacyjnych piwnic pod budynkami. Następstwem były rozbiórki ponad dwustu zabytkowych budynków na Starym Mieście, co przyniosło nieodwracalne straty w zabytkowej strukturze miasta. Naukowcy z AGH w Krakowie pod kierunkiem prof. Feliksa Zalewskiego i prof. Zbigniewa Strzeleckiego podjęli się opracowania projektu zabezpieczenia kłodzkiej starówki. Uczestnicy Wiosen jako jedni z pierwszych zwrócili uwagę na to, że trzeba miasto ratować. Jan Śpiewak opublikował szeroko komentowany artykuł o tym, że w Kłodzku domy trzymają się jeszcze dzięki pająkom i poezji. Dzięki temu, oraz działaniom Towarzystwa Miłośników Ziemi Kłodzkiej i filmowi Miasto, które może zginąć z 1955 Roberta Stando nagłośniono dramat miasta i podjęto działania w celu rewitalizacji Starówki. W 1962 roku Rada Ministrów opracowała uchwałę w sprawie ratowania kłodzkiej Starówki.

## Miejsce i lata Wiosen
Ogółem odbyło się dziesięć edycji ogólnopolskich Kłodzkich Wiosen Poetyckich, cztery w Kłodzku w latach 1961–1965 i sześć w Polanicy-Zdroju 1966–1974 (z wyjątkiem lat 1963, 1968, 1971 i 1973). W 1980 w miesięczniku „Opole” ukazał się list otwarty, będący apelem o powrót Wiosny Poetyckiej. Kolejną próbę organizacji Wiosny w 1982, dzięki szerokiemu poparciu i aprobacie m.in. prof. Jana Błońskiego, Anny Kamieńskiej i Jerzego Zagórskiego, podjął Bogusław Michnik, jednak wskutek wprowadzenia stanu wojennego, inicjatywa nie doszła do skutku.

## Uczestnicy
Uczestnikami imprezy byli m.in. Edward Balcerzan, Andrzej Bartyński, Jacek Bierezin, Miron Białoszewski, Zbigniew Bieńkowski, Jan Błoński, Stanisław Czycz, Ludwik Flaszen, Henryk Gała, Michał Głowiński, Stanisław Grochowiak, Zbigniew Herbert, Mieczysław Jastrun, Anna Kamieńska, Tymoteusz Karpowicz, Julian Kornhauser, Urszula Kozioł, Ryszard Krynicki, Jan Kulka, Jacek Łukasiewicz, Janusz Maciejewski, Bogusław Michnik, Artur Międzyrzecki, Jan Prokop, Julian Przyboś, Artur Sandauer, Janusz Sławiński, Wilhelm Szewczyk, Jan Śpiewak, Anna Świrszczyńska, Adam Ważyk, Witold Wirpsza, Rafał Wojaczek, Bohdan Zadura, Adam Zagajewski, Jerzy Zagórski, Anna Zelenay.

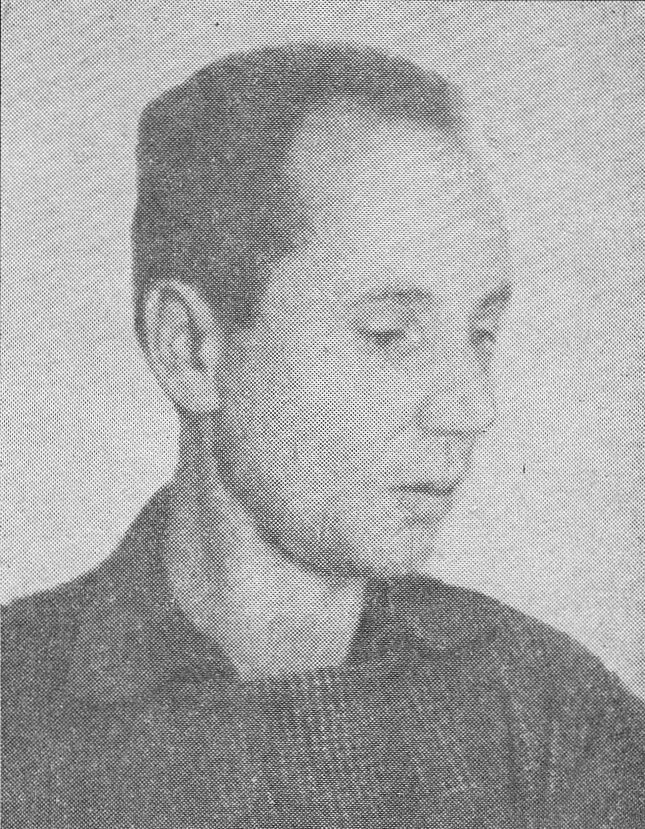
Miron Białoszewski
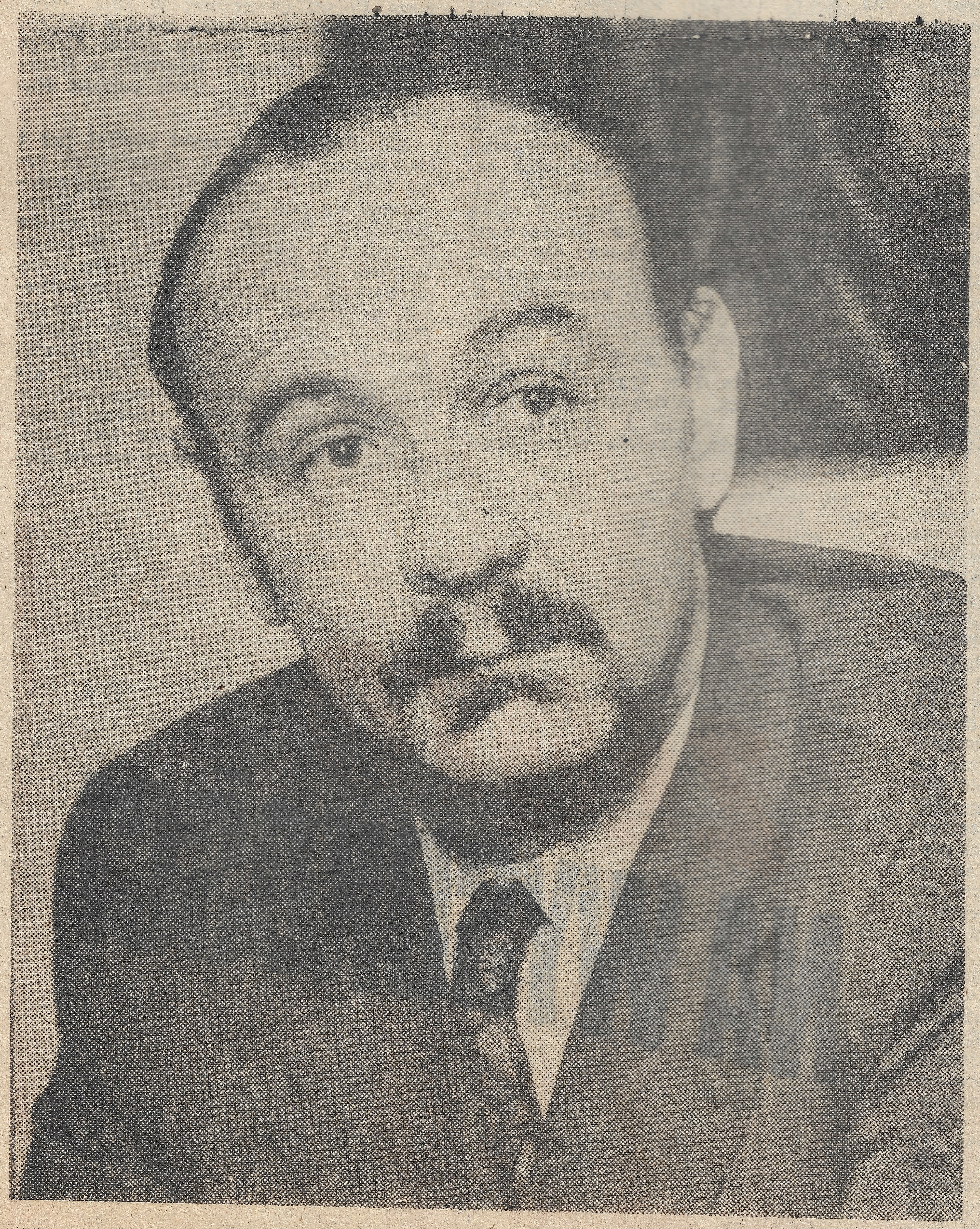
St. Grochowiak
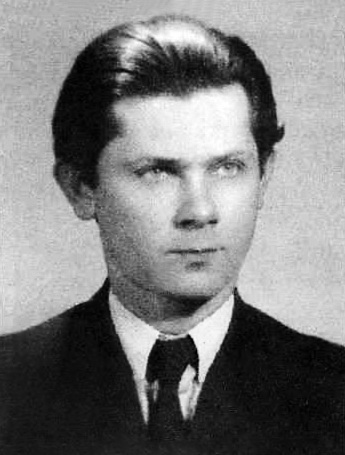
Zbigniew Herbert
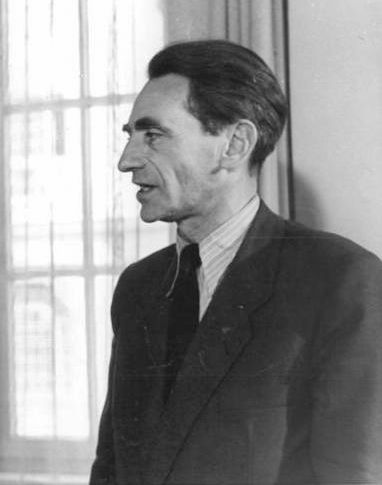
Mieczysław Jastrun
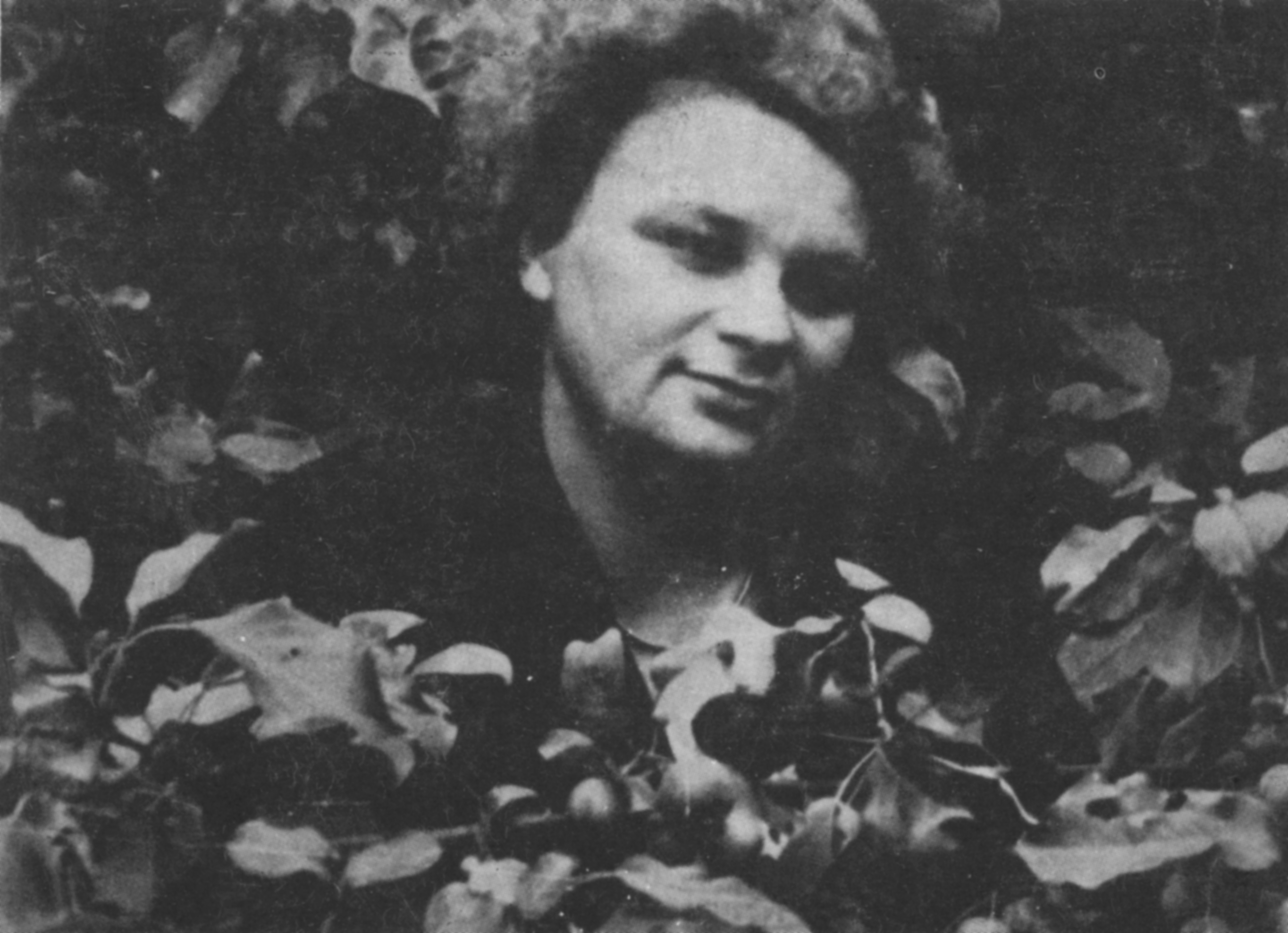
Anna Kamieńska
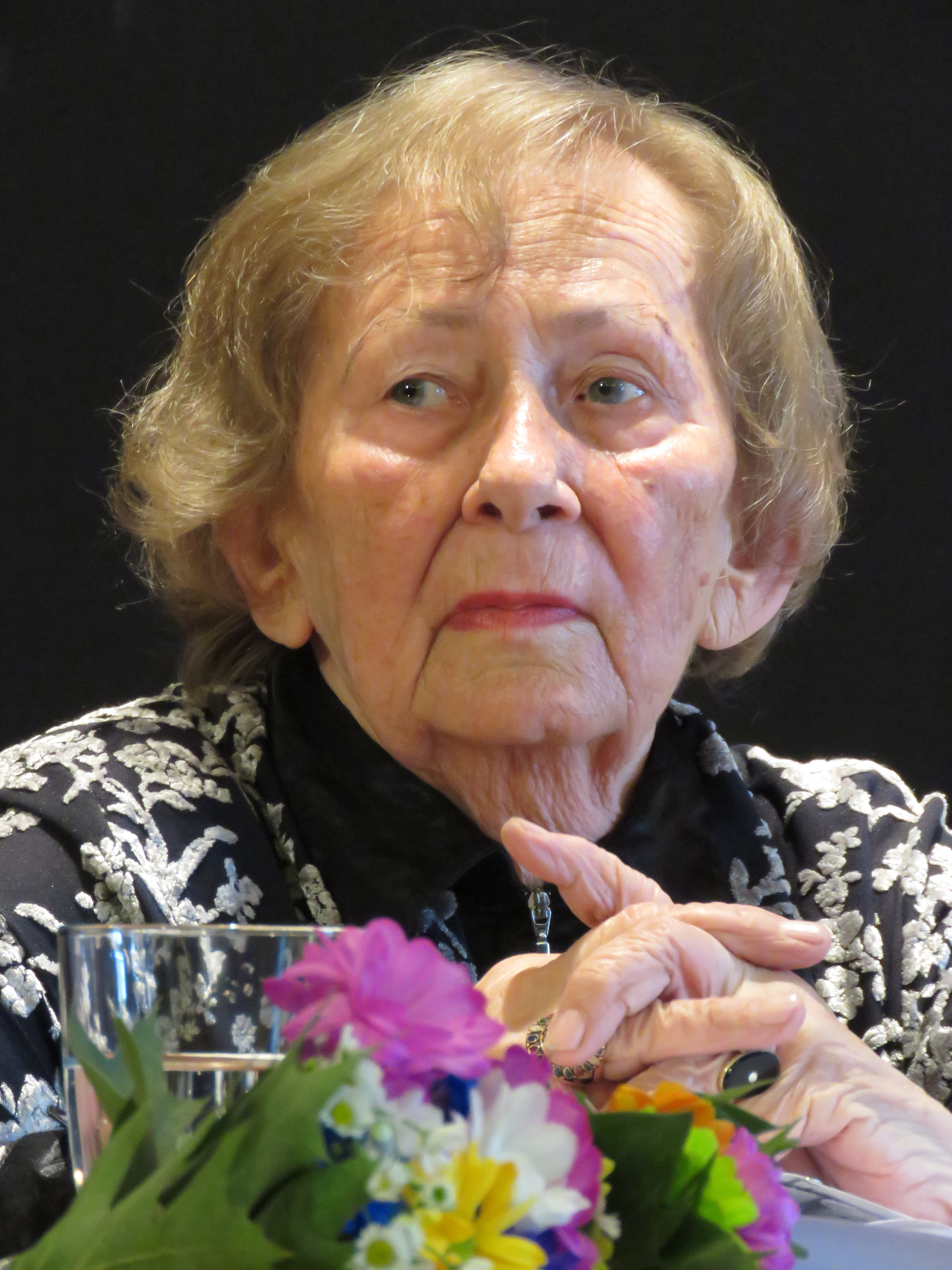
Urszula Kozioł
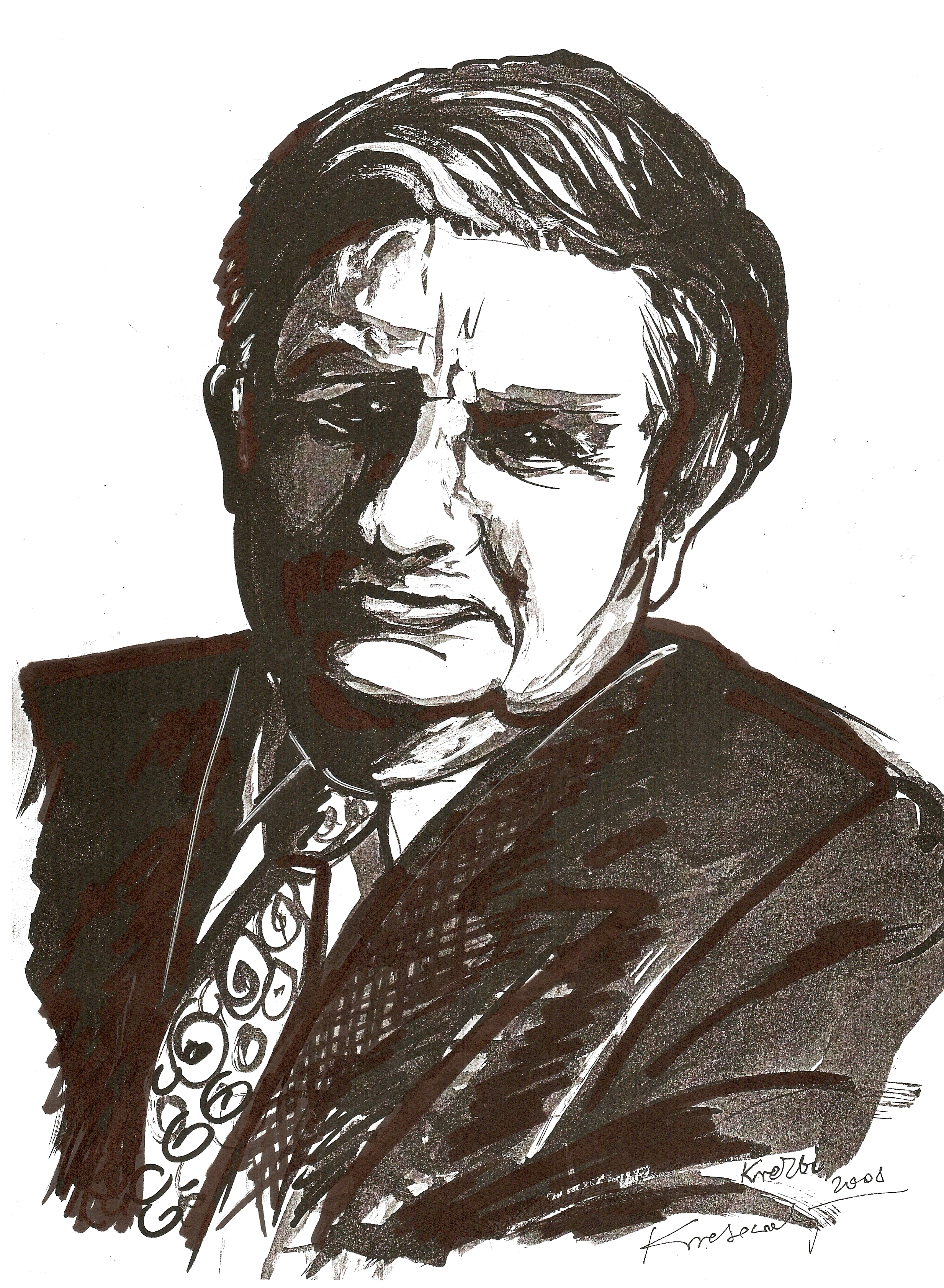
Jacek Łukasiewicz
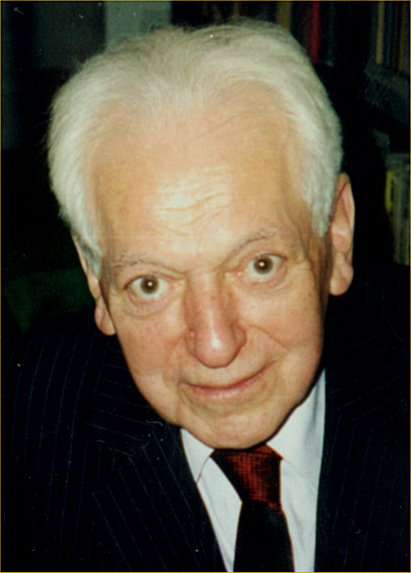
Artur Międzyrzecki
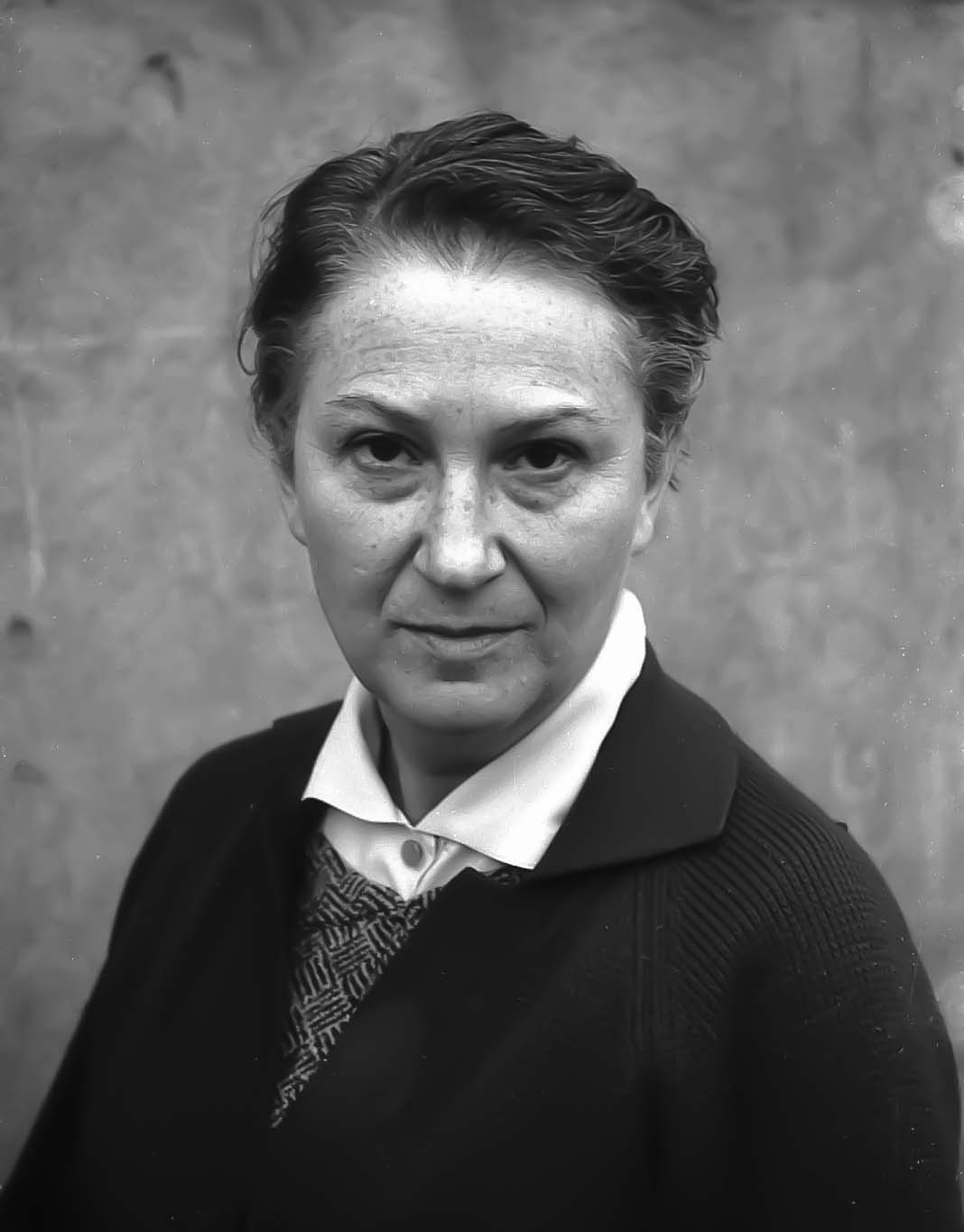
Erna Rosenstein
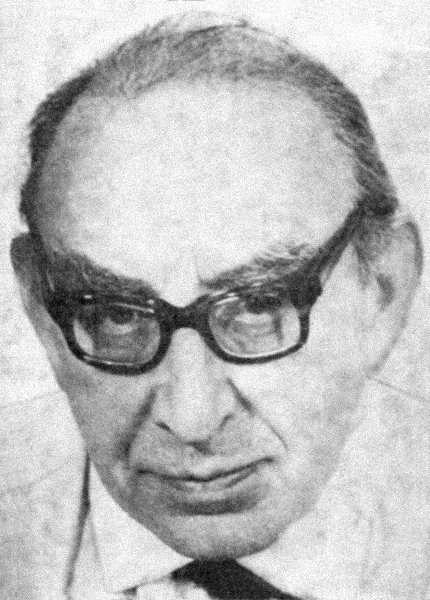
Artur Sandauer
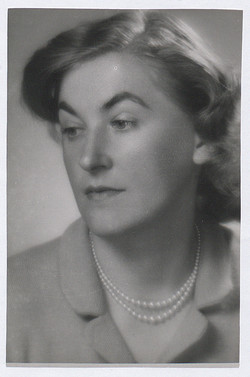
Anna Świrszczyńska
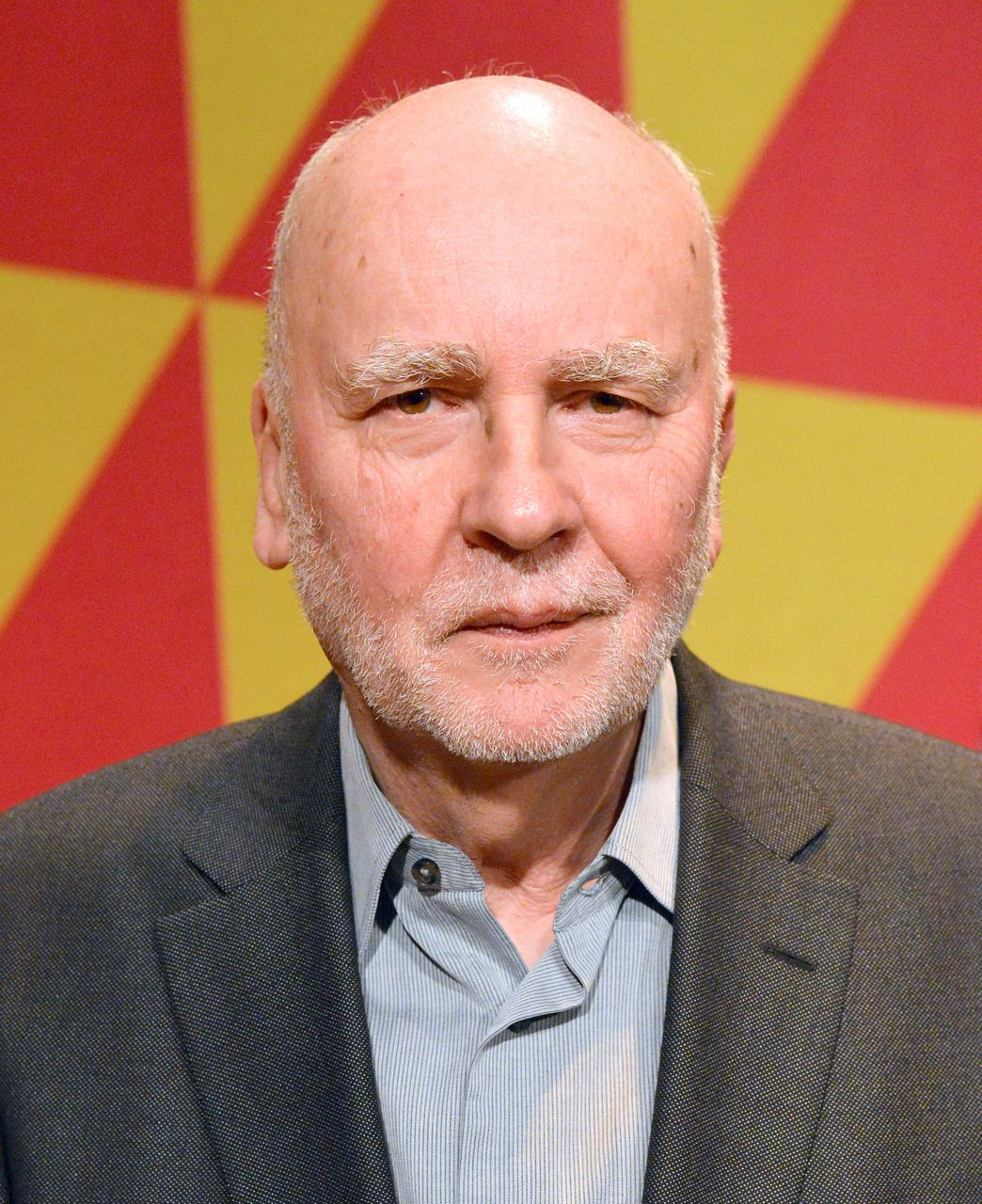
Adam Zagajewski

## Publikacje
1. I Kłodzka Wiosna Poetycka. Płachta poetycka, 1961
2. II Kłodzka Wiosna Poetycka. Płachta poetycka, 1962
3. III Kłodzka Wiosna Poetycka. Płachta poetycka, 1964
4. IV Kłodzka Wiosna Poetycka. Płachta poetycka, 1965
5. V Kłodzka Wiosna Poetycka. Płachta poetycka, 1966
6. VI Kłodzka Wiosna Poetycka. Płachta poetycka, 1967
7. VII Kłodzka Wiosna Poetycka. Płachta poetycka, 1969
8. VIII Kłodzka Wiosna Poetycka. Płachta poetycka, 1970